# キャッシュ・オン・デリバリー
『キャッシュ・オン・デリバリー』(英語: Cash on Delivery) は、マイケル・クーニー作の喜劇である。

## 日本での上演

### 2018年
上演期間は松下IMPホールで10月24日から10月28日、シアタートラムで11月2日から5日まで。本作は海外戯曲を上演する新ユニット・SHY BOYプロデュースの第1回公演で、主演は本作が初の外部舞台出演となる深澤辰哉と佐久間大介（Snow Man / 当時ジャニーズJr.）が務める。翻訳は小田島恒志、演出は野坂実が担当。大阪公演での上演が口コミで好評となり、最終日には当日券に100人以上が並んだことで、東京公演の当日券は事前抽選に変更された。またSNSでは「＃再演希望」のハッシュタグで再演を願う声が上がった。
キャスト
- エリック・スワン - 深澤辰哉
- ノーマン - 佐久間大介
- リンダ・スワン - 菜那くらら
- ジェンキンズ - 清水順二
- 他、武藤晃子、狩野和馬、佐藤圭右、殖田育夢、飯塚志織、原扶貴子

### 2019年
上演期間は品川プリンスホテル クラブeXで10月10日から14日まで。主演は佐野瑞樹と竹中凌平が務める。翻訳は小田島恒志、小田島恒志の翻訳をもとに小田島創志が脚本を改稿し、演出はエムキチビートの元吉庸泰が担当。
キャスト
- エリック・スワン - 佐野瑞樹
- ノーマン・バセット - 竹中凌平
- リンダ・スワン - 富田麻帆
- ミスター・ジェンキンズ - 鷲尾修斗
- ドクター・チャップマン - 福地教光
- ミズ・クーパー - 水月舞
- ブレンダ・ディクソン - 多田愛佳
- サリー・チェシントン - 中村裕香里
- ジョージおじさん(ジョージ・スワン) - 水谷あつし
- ミスター・フォーブライト - 島田順司

### 2022年
上演期間はウインクあいち 大ホールで5月20日から22日まで。主演は関西ジャニーズJr.の福井宏志朗と奧村颯太が務める。翻訳は小田島恒志、演出は野坂実。
キャスト
- エリック・スワン - 福井宏志朗
- ノーマン・バセット - 奧村颯太
- リンダ・スワン - 松本慈子（SKE48）
- ミスター・ジェンキンズ役　清水順二
- ドクター・チャップマン - 谷口敏也
- ミズ・クーパー - 東てる美
- ブレンダ・ディクソン - 礒谷菜々
- サリー・チェシントン - 田野聖子
- ミスター・フォーブライト - 吉原雅斗（BOYS AND MEN）

### 2025年
上演期間はあうるすぽっとで2月6日から9日、中川文化小劇場で2月14日から16日、松下IMPホールで3月8日から9日まで。主演は今江大地。共演は松本幸大が務める。翻訳は小田島恒志、演出は林明寛が担当。
キャスト
- エリック・スワン - 今江大地
- ノーマン・バセット - 松本幸大
- リンダ・スワン - 古畑奈和
- ミスター・ジェンキンズ - 清水順二
- ドクター・チャップマン - 佐藤匠
- ミズ・クーパー - 緒月遠麻
- ブレンダ・ディクソン - 泉綾乃
- サリー・チェシントン - 田野聖子
- アンクル・ジョージ - 我膳導
- ミスター・フォーブライト - 栗原樹